# Erwin Prib
Erwin Wladimirowitsch Prib (* 20. Juli 1977 in Karaganda, Kasachische SSR) ist ein deutscher Szenenbildner.
1986 kam Prib in die DDR und wohnt seit 1987 in Berlin. Er studierte Architektur an der Hochschule der Künste Berlin (heute Universität der Künste) und anschließend Szenografie an der Hochschule für Film und Fernsehen Potsdam. Für seine Arbeit an Veit Helmers Absurdistan gewann er die LOLA 2008 (Deutscher Filmpreis 2008) in der Kategorie „Bestes Szenenbild“. Zehn Jahre später gewann er 2018 mit einer Doppelnominierung (Manifesto und Jugend ohne Gott) erneut die LOLA.

## Filmografie
- 2002: Mein Name ist Bach von Dominique de Rivaz (Art Director und Szenenbild)
- 2003: Agon von Erwin W. Prib
- 2003: Invasion of the Planet Earth von Moritz Langer
- 2005: Stella und der Stern des Orients von Erna Schmidt (Art Director)
- 2005: GG 19 – Eine Reise durch Deutschland in 19 Artikeln von Andreas Samland
- 2005: Kreuzzug in Jeans von Ben Sombogaart (Art Director)
- 2006: Absurdistan von Veit Helmer
- 2007: Songs from the Southern Seas von Marat Sarulu
- 2008: Ein russischer Sommer von Michael Hoffman (Art Director)
- 2008: Der Vorleser von Stephen Daldry (Art Director)
- 2010: Womb von Benedek Fliegauf
- 2010: Ein ruhiges Leben – Die Mafia vergisst nicht (Una Vita Tranquilla) von Claudio Cupellini
- 2011: In Darkness von Agnieszka Holland
- 2011: Bloodrop 3D von Alexei Popogrebsky
- 2012: Syngue sabour von Atiq Rahimi
- 2013: Sein letztes Rennen von Kilian Riedhof
- 2015: Manifesto von Julian Rosefeldt nominiert für den Deutschen Filmpreis 2018, Gewinner des Deutschen Filmpreises 2018
- 2016: Jonathan von Piotr J. Lewandowski
- 2017: Jugend ohne Gott von Alain Gsponer – nominiert für den Deutschen Filmpreis 2018
- 2017: Auf der Suche nach Oum Kulthum (Looking for Oum Kulthum) von Shirin Neshat
- 2018: Grüner wird nichts von Florian Gallenberger